# Гаджиєв Іслам Абдулла-огли
Гаджиєв Іслам Абдулла огли (азерб. Hacıyev İslam Abdulla oğlu) — радянський діяч. Член ВКП(б). Член ЦК АКП(Б).

## Біографія
Народився в 1889, у Шуші. Працював начальником Відділу шосейних доріг НКВС Азербайджанської радянської соціалістичної республіки.
В 1917 вступив в Червону гвардію. В 1918 перейшов у Червону армію.
З 1917 член РСДРП(б). З 1930 року член ЦК АКП(б), але того ж року виключений. Відновлений (посмертно).

### Арешт та суд
В 1937 заарештований за звинуваченням у членстві в націоналістичній терористичній організації з 1931 року. Був засуджений ВК ВС СРСР 2 січня 1938, получивши найвищу міру покарання — розстріл з конфіскацією майна.
20 жовтня 1956 реабілітований ВК ВС СРСР за відсутністю складу злочину.